# Fideicomiso Nacional para la Preservación Histórica
El Fideicomiso Nacional para la Preservación Histórica es una organización sin fines de lucro constituida por fondos privados con sede en Washington D.C.Trabaja en el campo de la preservación histórica en los Estados Unidos. La organización apoyada por miembros fue fundada en 1949 por estatuto del Congreso para apoyar la preservación de los diversos edificios históricos, vecindarios y patrimonio de Estados Unidos a través de sus programas, recursos y defensa.

## Descripción general

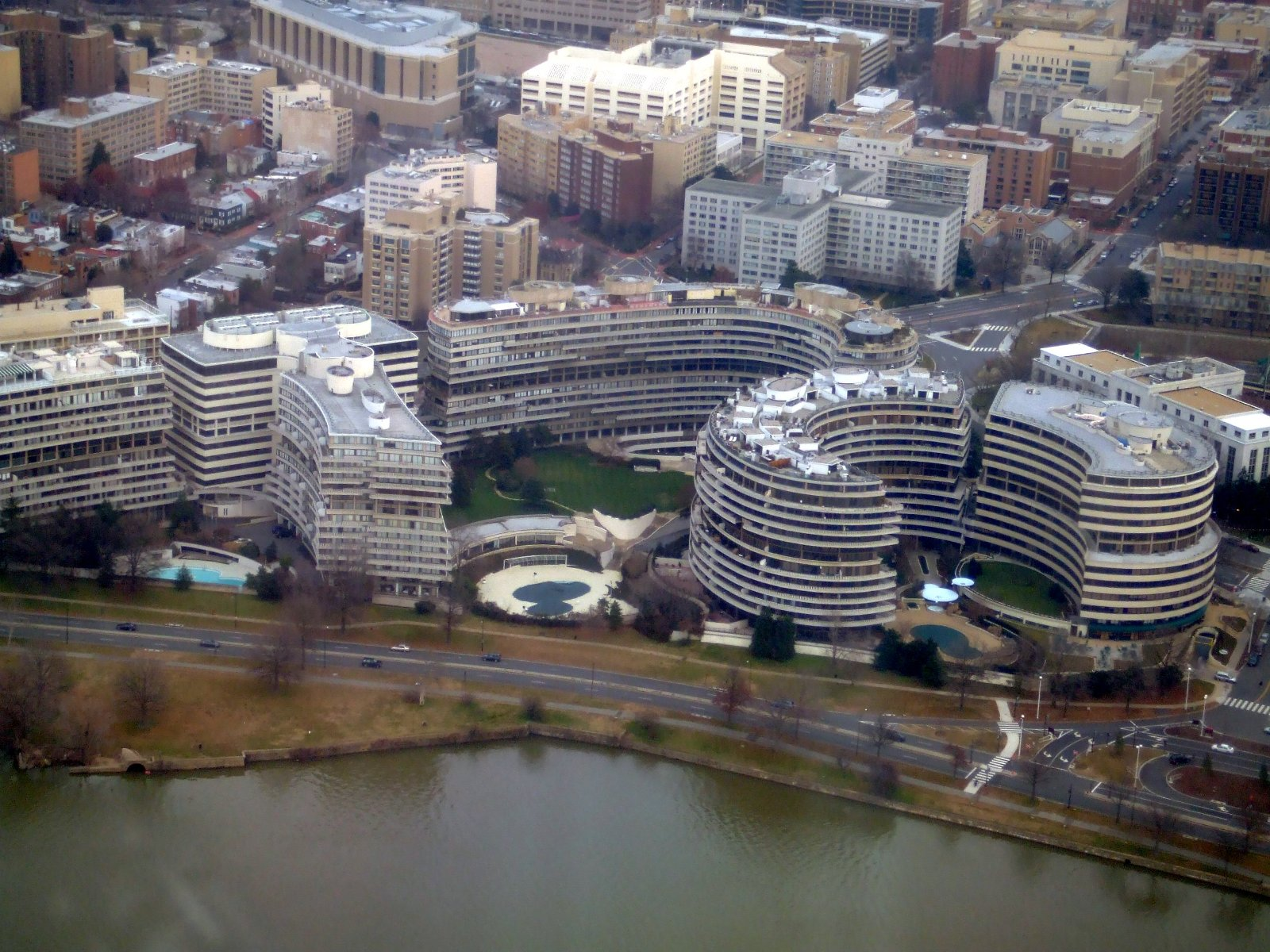
El Fideicomiso Nacional para la Preservación Histórica tiene su sede en el complejo Watergate deWashington D.C.

El Fideicomiso Nacional para la Preservación Histórica tiene como objetivo empoderar a los conservacionistas locales proporcionando liderazgo para salvar y revitalizar los lugares históricos de Estados Unidos, y trabajando tanto en políticas nacionales como en campañas de preservación locales a través de su red de oficinas de campo y socios de preservación, incluido el Servicio de Parques Nacionales, la Oficina de Preservación Histórica del Estado y grupos locales de preservación.
El Fideicomiso Nacional tiene su sede en Washington D.C, con oficinas de campo en Atlanta, Chicago, Houston, Denver, Nueva York, Los Ángeles, San Francisco y Seattle. La organización está dirigida por un consejo de administración y dirigida por el presidente y director ejecutivo, Paul Edmondson. En enero de 2020, el Fideicomiso Nacional informa que tiene alrededor de 300.000 miembros y simpatizantes.
Además de liderar campañas y promoción, el Fideicomiso Nacional proporciona un recurso educativo cada vez mayor a través del Foro de Liderazgo en Preservación, que ofrece artículos, revistas, conferencias y capacitación. El Fideicomiso Nacional publica la revista Preservación trimestralmente, así como historias en línea.
El trabajo actual del Fideicomiso Nacional se centra en la construcción de comunidades sostenibles a través de la reutilización adaptativa de espacios históricos; preservar y potenciar la diversidad cultural mediante la protección de sitios de importancia cultural; abogar por una mayor custodia de los lugares históricos en terrenos públicos; e innovación líder en la gestión de propiedades históricas.

## Historia

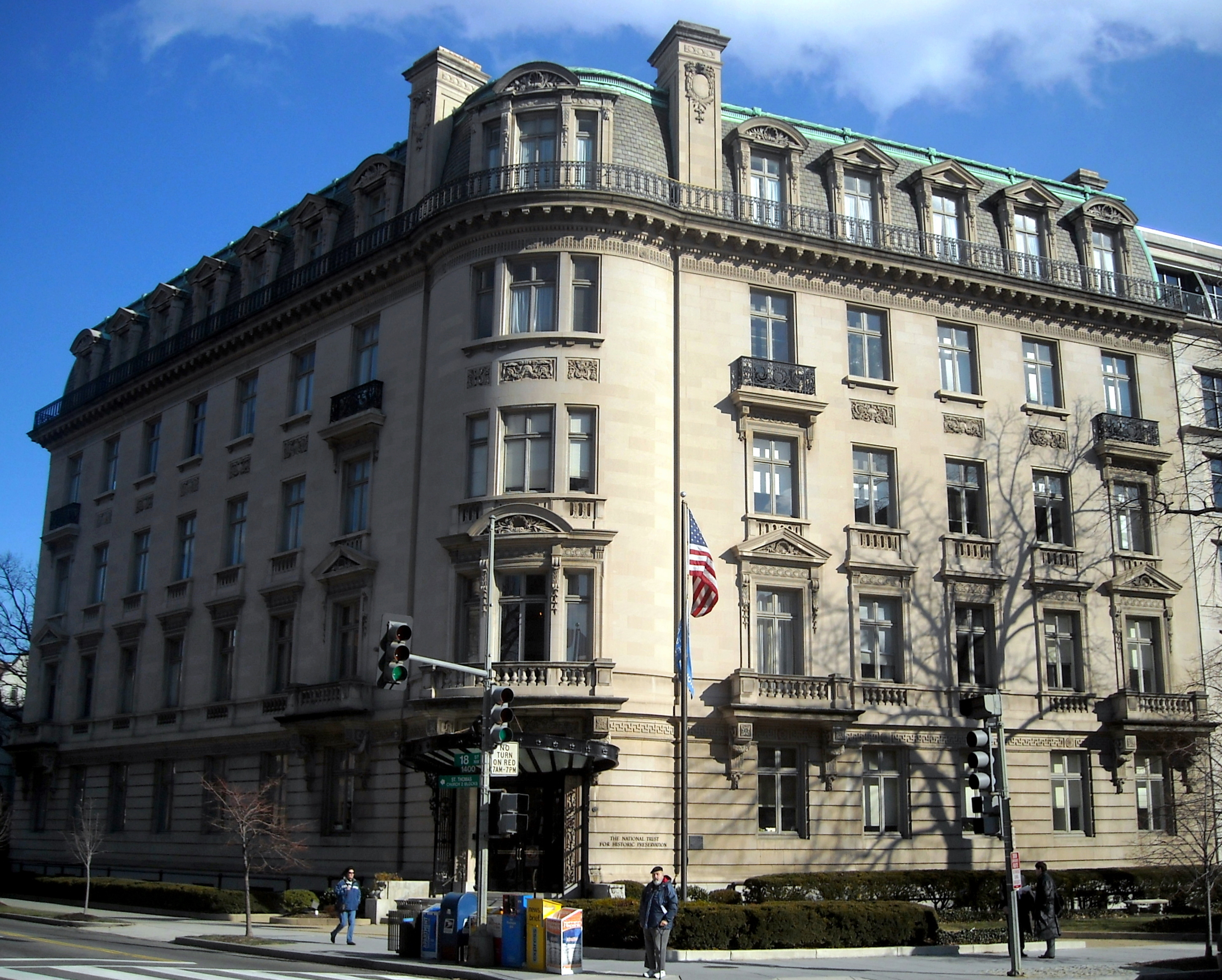
La antigua sede del Fideicomiso Nacional para la Preservación Histórica durante 35 años, el edificio Andrew Mellon, ubicado en el vecindario Dupont Circle de Washington D.C. El Fideicomiso Nacional trasladó su sede al complejo Watergate en 2013.

Hacia fines del siglo XIX, en respuesta al aumento de la inmigración y al amplio esfuerzo de reconstrucción después de la Guerra Civil, el país estaba desarrollando un renovado sentido de identidad e historia nacional. El gobierno comenzó a promulgar leyes para la preservación de sitios y objetos considerados importantes para la historia de la nación. En 1872, una ley del Congreso estableció el primer parque nacional, Yellowstone. En 1906, la Ley de Antigüedades permitió al presidente declarar monumentos u objetos como monumento nacional. Luego, en 1935, durante la Gran Depresión, el Congreso aprobó la Ley de Sitios Históricos, que delineaba programas de investigación e inventario de sitios históricos.
Mientras tanto, existían iniciativas de preservación histórica a nivel local y estatal. En 1931, Charleston, Carolina del Sur creó el primer National Historic District de protección. Sin embargo, los esfuerzos para salvar y mantener los sitios históricos todavía se limitaban en gran medida a ciudadanos privados o grupos locales.
A fines de la década de 1940, los líderes de la preservación histórica estadounidense vieron la necesidad de una organización nacional para apoyar los esfuerzos de preservación local. En 1946, David E. Finley Jr., George McAneny, Christopher Crittenden y Ronald Lee se reunieron en la Galería Nacional de Arte para discutir la formación de tal organización nacional. Esta reunión fue seguida por una reunión más grande el 15 de abril de 1947, a la que asistieron representantes de varias sociedades artísticas, arquitectónicas e históricas, que culminó con la creación del Consejo Nacional de Sitios y Edificios Históricos. Los asistentes a la reunión se convirtieron en los primeros miembros fundadores del Consejo. La primera sede de la organización estaba en las oficinas del Teatro Ford en el centro de Washington D.C.

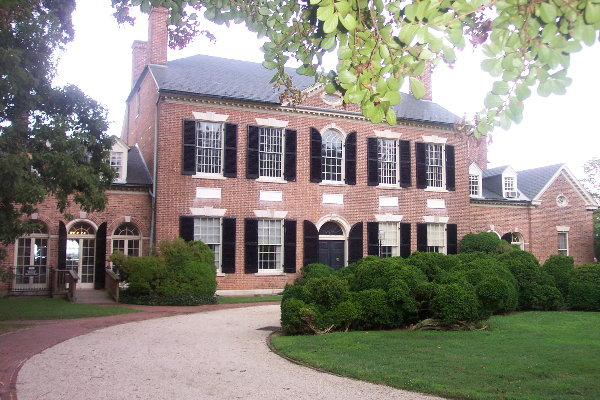
Woodlawn & Casa Pope-Leighey, Alexandria, Virginia. Fue el primer sitio adquirido para la cartera del Fideicomiso Nacional.

El Consejo buscó la formación de un Fideicomiso Nacional para la Preservación Histórica, algo inspirado en el Fideicomiso Nacional Británico, que se encargaría de la adquisición y el mantenimiento de propiedades históricas. La creación del Fidecomiso Nacional se propuso como un proyecto de ley al Congreso, HR 5170, presentado por el congresista J. Hardin Peterson de Florida y aprobado.
El Fideicomiso Nacional para la Preservación Histórica, privado y sin fines de lucro, se estableció formalmente por estatuto a través de la Ley del Congreso cuando el presidente Harry S. Truman firmó la legislación el 26 de octubre de 1949. La carta estipulaba que la Fundación debería adquirir y preservar sitios históricos y objetos de importancia nacional y proporcionar informes anuales al Congreso sobre sus actividades. Finley se desempeñó como el primer presidente de la junta del Fideicomiso Nacional, permaneciendo en el cargo durante 12 años. El arqueólogo Richard Hubbard Howland se convirtió en el primer presidente de la organización sin fines de lucro en 1956.
El Fideicomiso Nacional y el Consejo Nacional coexistieron durante varios años hasta que la necesidad de fusionar recursos obligó al Comité Ejecutivo a integrar las dos entidades. En 1952, las juntas directivas de ambas organizaciones aprobaron la fusión del Consejo dentro del Fideicomiso Nacional. La fusión entró en vigor el año siguiente y se completó en 1956. El Fideicomiso Nacional se convirtió en una organización de miembros y asumió todas las demás funciones del Consejo Nacional.
En sus primeros años, los fundadores del Fideicomiso Nacional imaginaron una organización cuyo propósito principal sería la adquisición y administración de sitios históricos, al mismo tiempo que fomentaba la participación pública en su preservación. En 1957, el Fideicomiso Nacional adquirió oficialmente su primera propiedad, Woodlawn en el norte de Virginia. Desde entonces, la cartera de propiedades históricas y filiales contratadas del Fideicomiso Nacional se ha ampliado para incluir veintisiete sitios históricos, que van desde el Drayton Hall del siglo XVIII en Carolina del Sur hasta la Modernista Casa de Cristal en Connecticut.

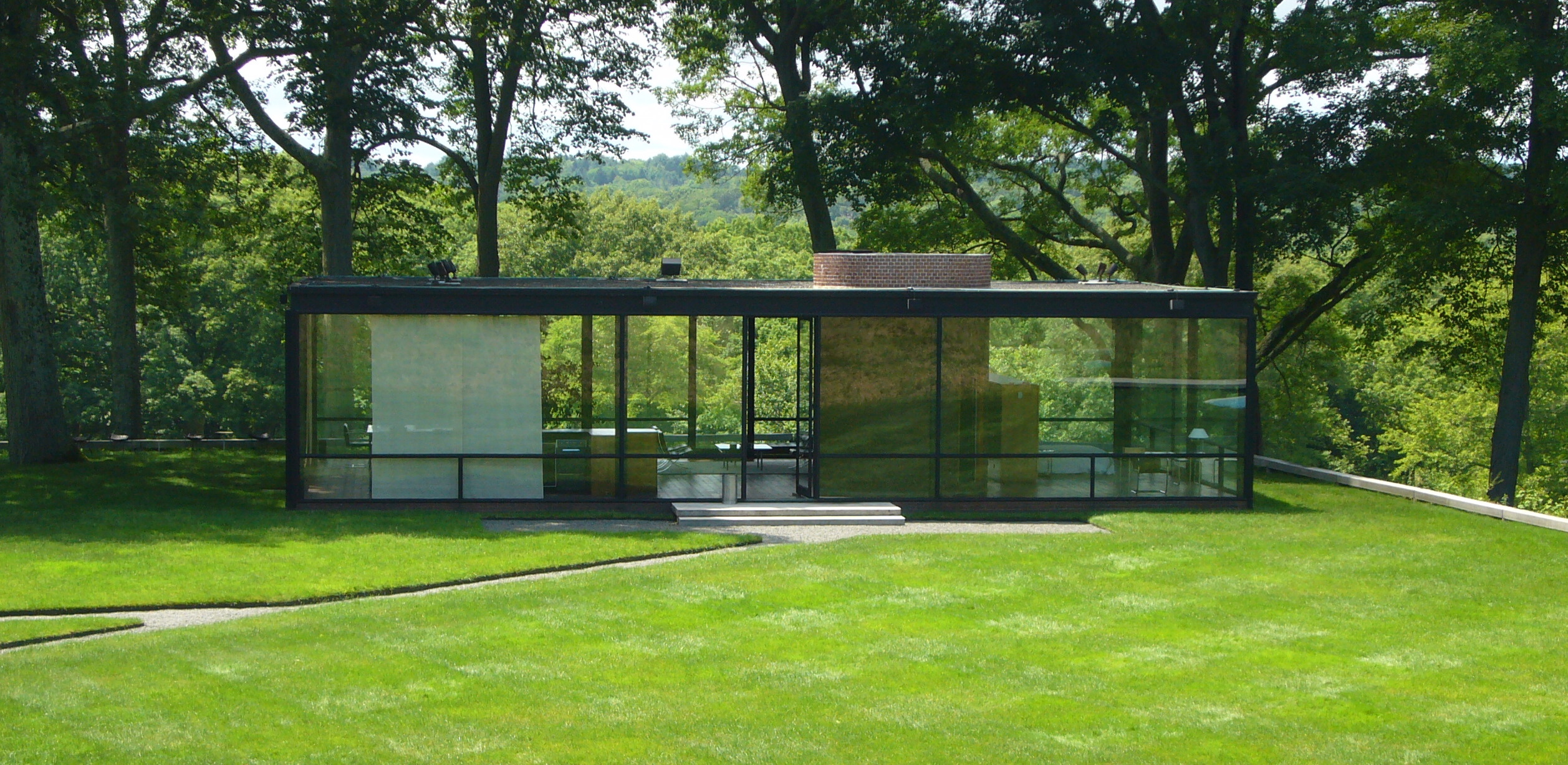
La cartera de sitios del Fideicomiso Nacional se ha ampliado para incluir la Casa de Cristal de Philip Johnson en New Canaan, Connecticut.

Durante la siguiente década, el Fideicomiso Nacional creció hasta convertirse en la organización nacional líder en preservación histórica. Comenzaron a trabajar con los ciudadanos y los funcionarios de planificación de la ciudad en asuntos legislativos, incluidas las ordenanzas federales, estatales y municipales para la preservación histórica. El personal del Fideicomiso Nacional también viajó a partes del país para asesorar a las comunidades locales sobre proyectos de preservación.
En 1966, el Congreso aprobó la Ley de Preservación Histórica Nacional, legislación importante para el movimiento de preservación. La ley también proporcionó fondos federales en apoyo del trabajo del Fideicomiso Nacional. La financiación cesó posteriormente en 1996, momento en el que el Fideicomiso Nacional pasó a ser totalmente privado.
Tras la adopción de la Ley de Preservación Histórica Nacional, el Fideicomiso Nacional amplió su misión más allá de la administración de sitios históricos. En 1969, el Fideicomiso Nacional creó el Fondo de Servicios de Preservación para brindar asistencia financiera a proyectos de preservación locales. En 1971, el Fideicomiso Nacional abrió su primera oficina de campo en San Francisco. A medida que la organización creció, el Fideicomiso Nacional amplió su trabajo, que consiste en programas, recursos educativos y promoción. En 1980, el Fideicomiso Nacional inició el Centro Nacional de Main Street, que se especializa en revitalizar distritos comerciales históricos, que desde entonces se ha convertido en una subsidiaria.

En 2010, Stephanie Meeks se convirtió en presidenta de la organización, reemplazando a Richard Moe, quien había dirigido la organización durante 17 años. Dirigió el trabajo del Fideicomiso Nacional hacia un enfoque más centrado y basado en la causa, y llevó a cabo un acercamiento más sólido a los conservacionistas locales.

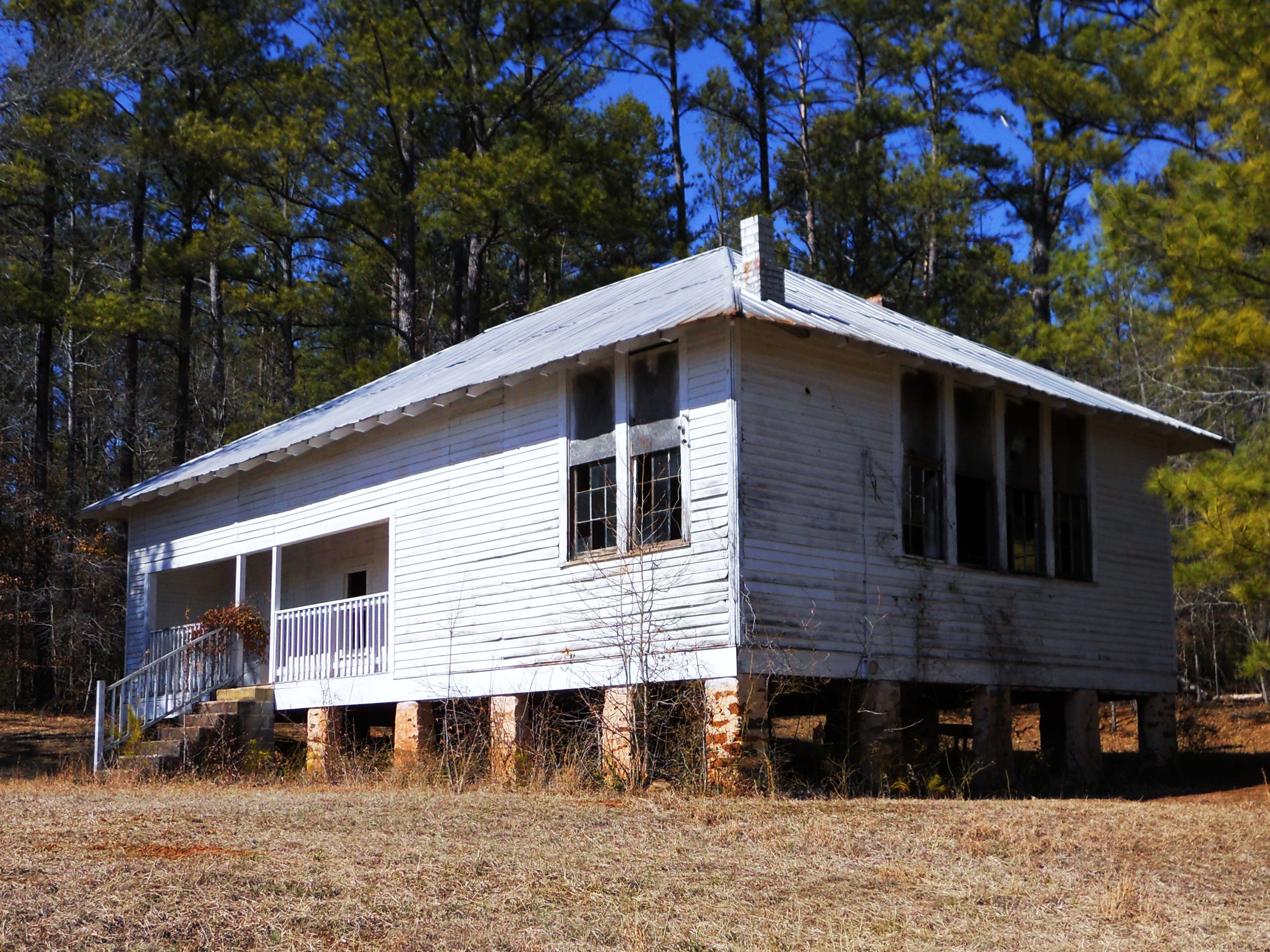
Las históricas escuelas Rosenwald se nombran Tesoro Nacional.

  Como parte de este nuevo enfoque, el Fideicomiso Nacional inició la cartera de Tesoros Nacionales; identifica específicamente los sitios amenazados y crea estrategias para preservarlos.
En 2013, la sede del Fideicomiso Nacional se trasladó del Edificio Andrew Mellon en el 1785 de la Avenida Massachusetts en Washington D.C al histórico complejo de oficinas de Watergate. Meeks dijo en un comunicado sobre la medida: "La selección del Watergate demuestra nuestro compromiso continuo de reconocer y proteger lugares importantes de todas las épocas de la historia estadounidense, incluido el pasado reciente".
Los programas del Fideicomiso Nacional incluyen Tesoros Nacionales, lanzado en 2011, que hace campañas para salvar los hitos históricos amenazados; y la publicación de la lista anual de los 11 lugares históricos más amenazados de Estados Unidos, publicada por primera vez en 1988, que destaca los sitios en peligro de todo el país. Meeks dimitió como presidente en diciembre de 2018. El exasesor general y director legal Paul Edmondson se desempeña como actual presidente y director ejecutivo.

## Programas

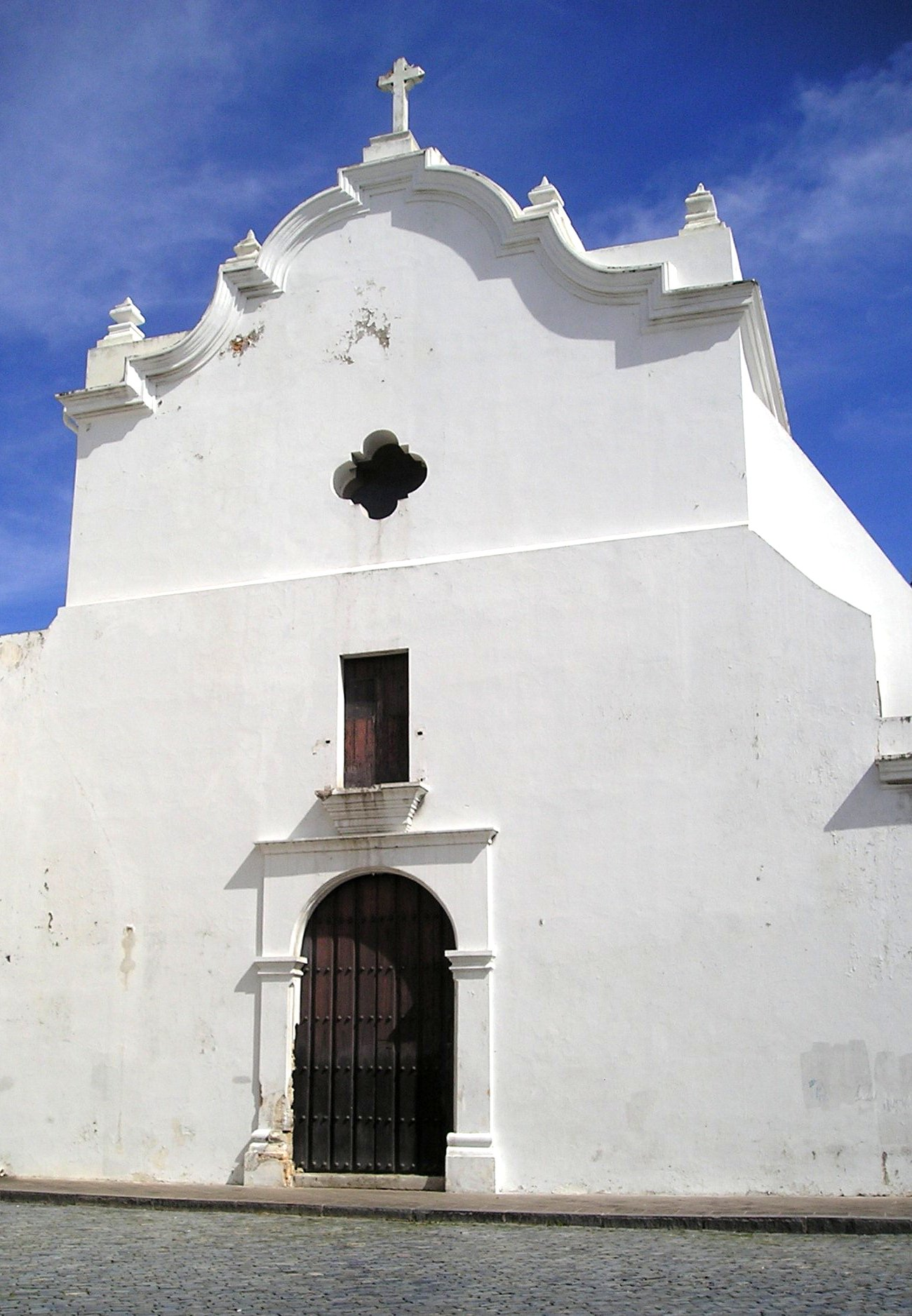
La Iglesia de San José en el Viejo San Juan de Puerto Rico se incluyó en la lista de 2013 de los 11 lugares históricos más amenazados.

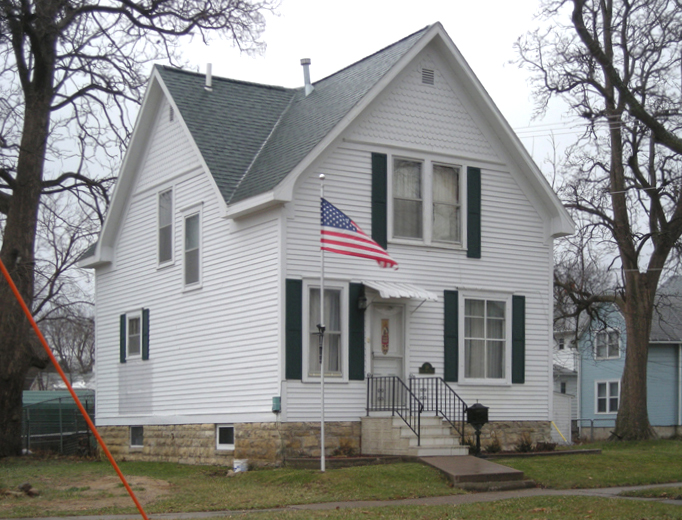
El hogar de la infancia de Grant Wood en Cedar Rapids figura como uno de los sitios históricos más amenazados de Iowa.

### Lista de los 11 lugares históricos más amenazados de Estados Unidos
Publicada por primera vez en 1988, la lista del Fideicomiso Nacional de los 11 lugares históricos más amenazados de Estados Unidos es una lista anual que destaca los sitios históricos en peligro de extinción en todo Estados Unidos. La lista sirve para crear conciencia nacional sobre estos sitios. Los sitios son nominados por el público y finalmente seleccionados en función de una variedad de factores, incluida su importancia, si existe un grupo local comprometido con su preservación, la urgencia de la amenaza y las posibles soluciones a esa amenaza.

### Hoteles históricos de Estados Unidos

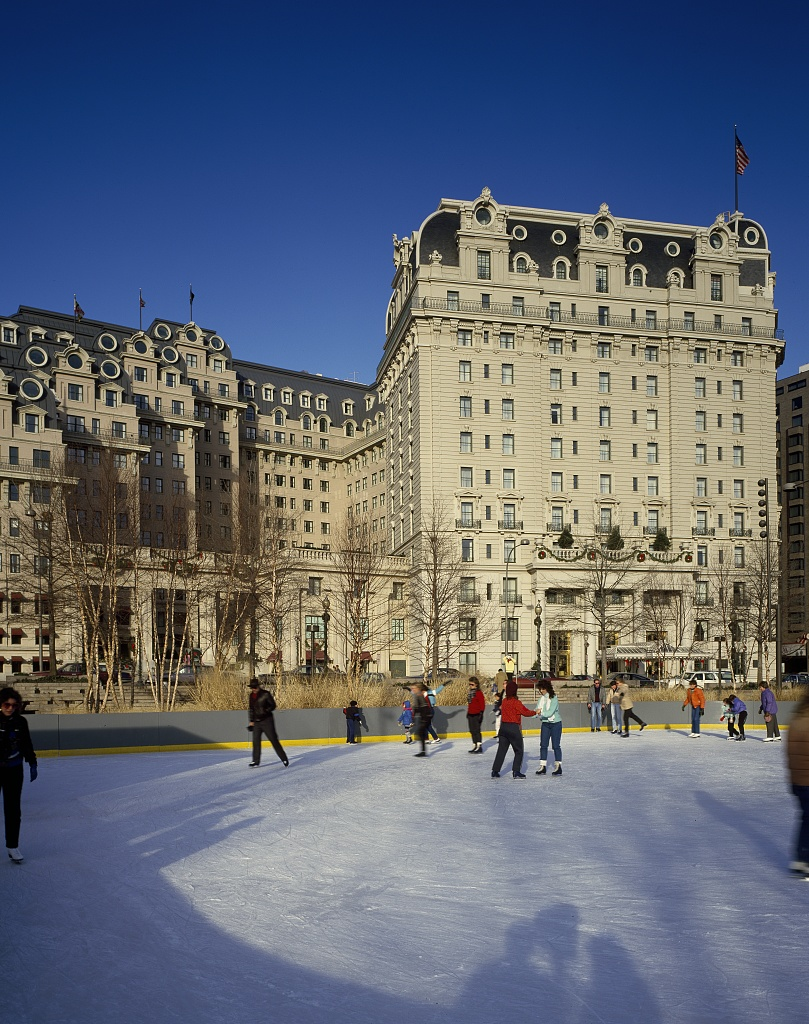
El hotel Willard en Washington D.C.

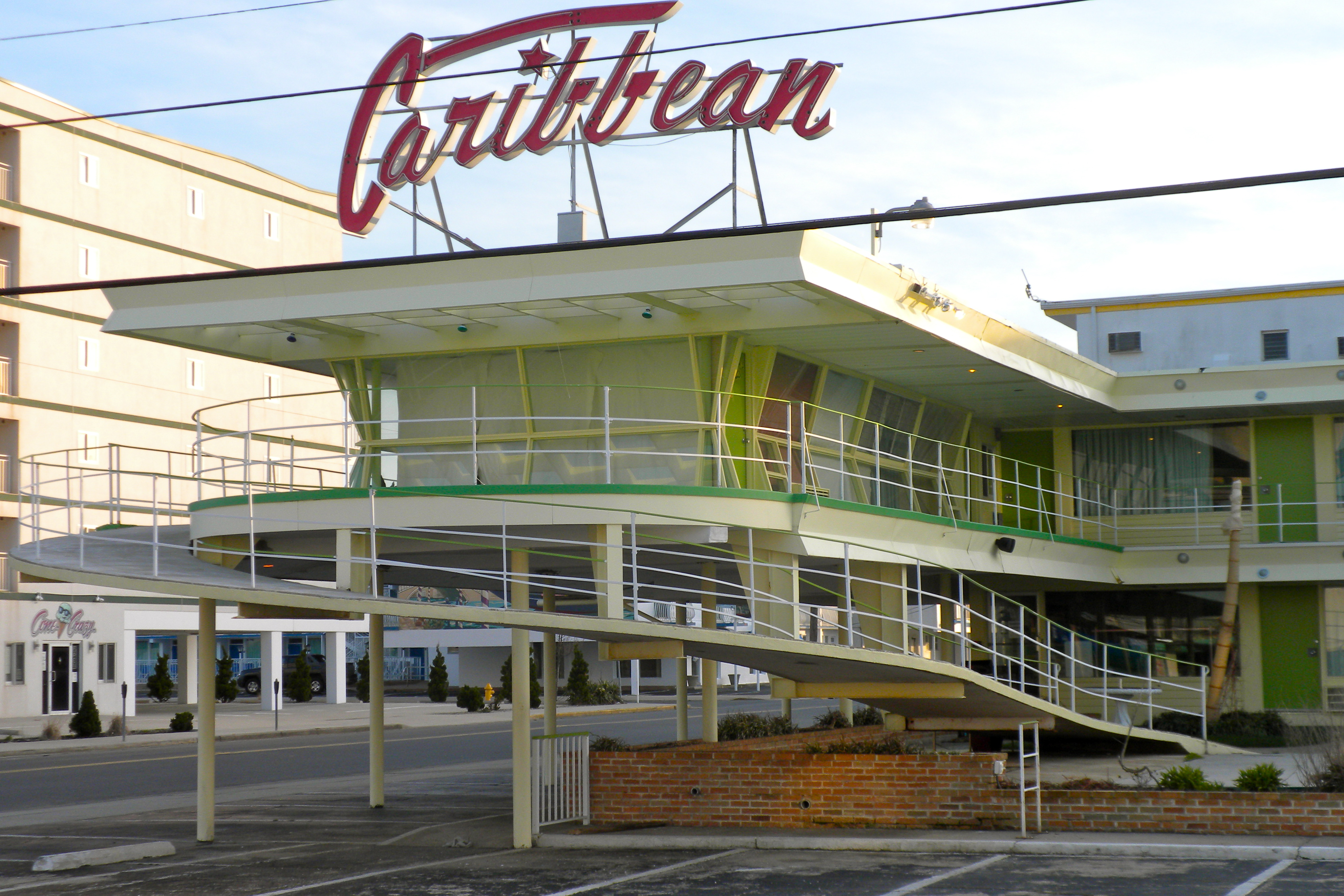
El Motel caribeño en Wildwood Crest, Nueva Jersey esta incluido en el Registro Nacional de Lugares Históricos.

El Fideicomiso Nacional para la Preservación Histórica creó el programa Hoteles históricos de Estados Unidos en 1989, con 32 miembros fundadores. Hoteles históricos de Estados Unidos identifica los hoteles que han mantenido su autenticidad, sentido de lugar e integridad arquitectónica. Al 5 de junio de 2015, el programa incluye a más de 260 miembros en 44 estados, incluido el Distrito de Columbia, Puerto Rico y las Islas Vírgenes.
Para ser incluido en el programa, los hoteles deben tener al menos 50 años; designado por el Secretario del Interior de los Estados Unidos como Monumento Histórico Nacional o incluido o elegible para ser incluido en el Registro Nacional de Lugares Históricos y reconocida por su importancia histórica.

### Tesoros nacionales
Iniciado en 2011, el programa Tesoros Nacionales identifica hitos históricamente significativos que enfrentan una amenaza inminente. Con el apoyo de los conservacionistas locales, el Fideicomiso Nacional lidera la acción directa para salvar estos sitios a través de la recaudación de fondos, la construcción de coaliciones y la defensa legal. Los sitios se seleccionan en función de criterios que incluyen: integridad, contribución a la diversa historia de Estados Unidos y estrategias de preservación que se pueden aplicar a otros sitios.
La creciente cartera de Tesoros Nacionales incluye, por ejemplo:
- Fort Monroe en Hampton, Virginia.
- Histórico Wintersburg en Huntington Beach, California.
- Astrodome en Houston, Texas.
- Estadio Marino de Miami en Miami, Florida.
- Las históricas escuelas Rosenwald construidas a principios del siglo XIX para educar a los niños afroestadounidenses.[19]
- Centro de arte comunitario del lado sur en Chicago, Illinois.

### Recursos y Foro de Liderazgo en Preservación
El Fideicomiso Nacional para la Preservación Histórica organiza el Foro de Liderazgo en Preservación, una red de profesionales de la preservación.

## Abogacía

Drayton Hall plantation, Charleston, South Carolina

El brazo de defensa del Fideicomiso Nacional trabaja para aplicar políticas a nivel local, estatal y federal. Las prioridades actuales de promoción son:

### Crédito Fiscal Histórico (HTC)
El Crédito Fiscal Histórico (HTC) es el programa de crédito fiscal federal que incentiva la rehabilitación de edificios históricos. El HTC, que ha rehabilitado más de 38,700 edificios y apalancado alrededor de $106 mil millones en inversión privada en todo el país, está en peligro de ser eliminado en las discusiones actuales sobre equilibrio presupuestario en el Congreso. El Fideicomiso Nacional y sus socios abogan por la Ley de Creación de la Prosperidad Estadounidense a través de la Preservación (CAPP) para preservar la política de crédito fiscal.

### Legislación federal de transporte
La Ley del Departamento de Transporte federal de 1966 incluyó la Sección 4 (f), que estipula que los planificadores deben desarrollar proyectos que protejan o eviten los recursos históricos. Sin embargo, la Sección 4 (f) se cuestiona periódicamente a través del proceso de reautorización de transporte, más recientemente durante la consideración de MAP-21. Debido al trabajo de los conservacionistas, la Sección 4 (f) permanece intacta.

### Tierras públicas
El Fideicomiso Nacional aboga por la preservación de los recursos históricos y culturales en las tierras públicas federales, asociándose con la Oficina de Administración de Tierras, el Servicio Forestal y el Servicio de Parques Nacionales. El Fideicomiso Nacional apoyó la Ley de Protección del Patrimonio de Green Mountain Lookout, un proyecto de ley que evitaría que el Servicio Forestal de los Estados Unidos retire un edificio del Área Silvestre de Glacier Peak en el Estado de Washington, a menos que la agencia determine que la estructura no es segura para los visitantes. El Fideicomiso Nacional declaró que estaba "complacido de que el Congreso haya actuado para proteger este hito históricamente significativo y apreciado localmente". Con esta votación, la Cámara se une al Senado al afirmar que la preservación de este recurso histórico es compatible con la protección de la vida silvestre".

## Sitios históricos del Fideicomiso Nacional

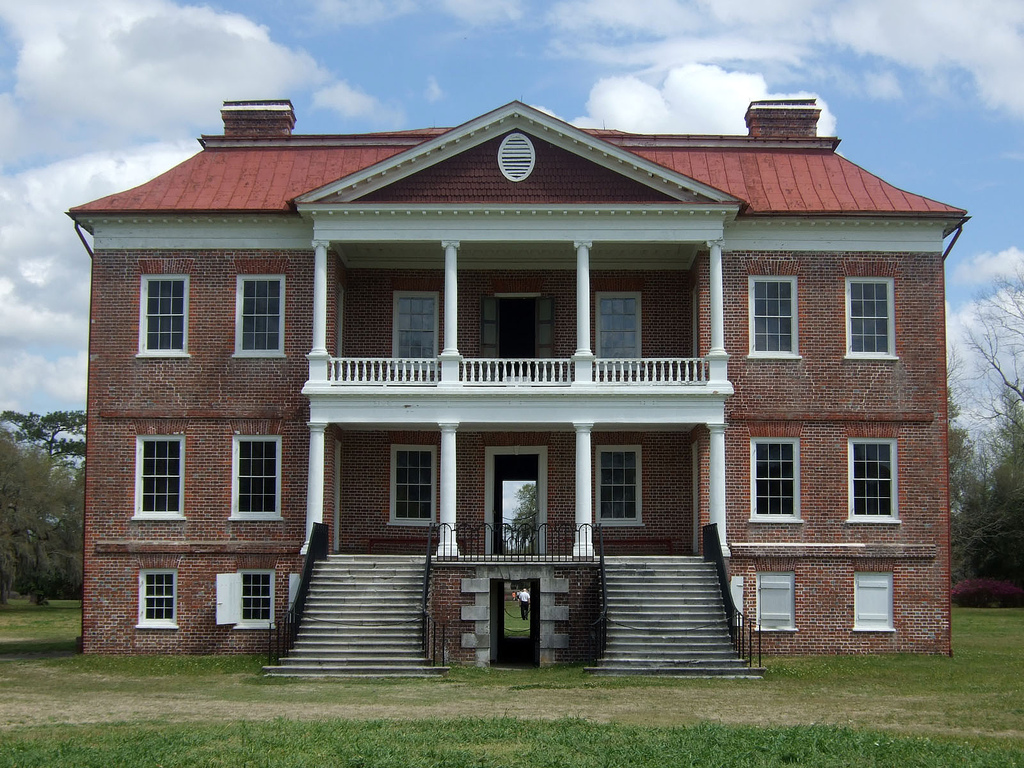
Drayton Hall, Charleston, Carolina del Sur.

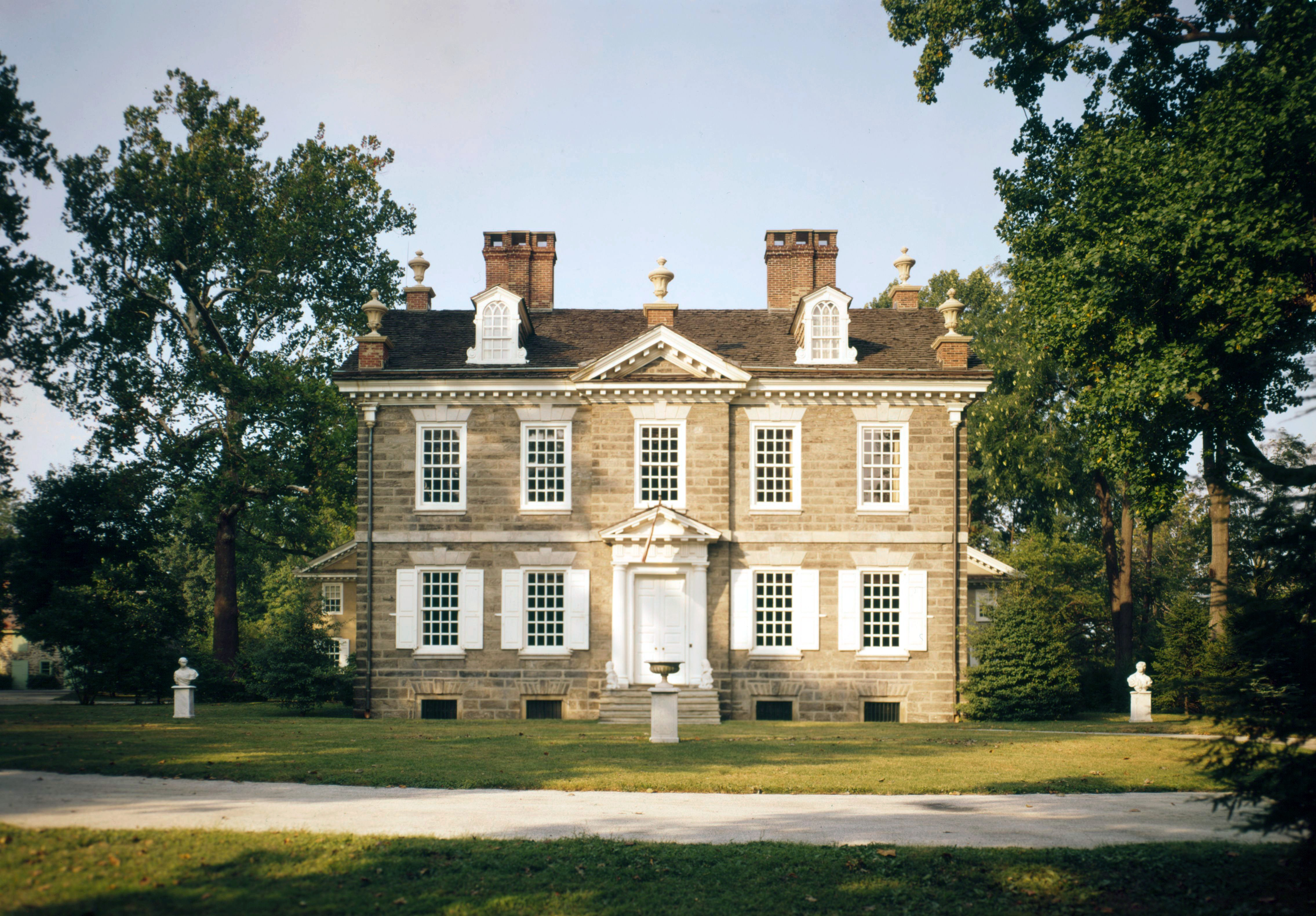
Cliveden, un sitio importante en la batalla de Germantown.

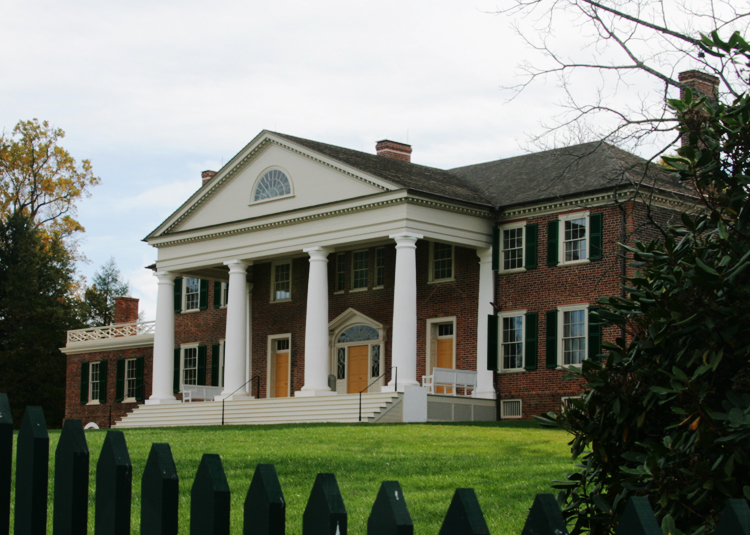
Montpelier de James Madison, cerca de Orange, Virginia.

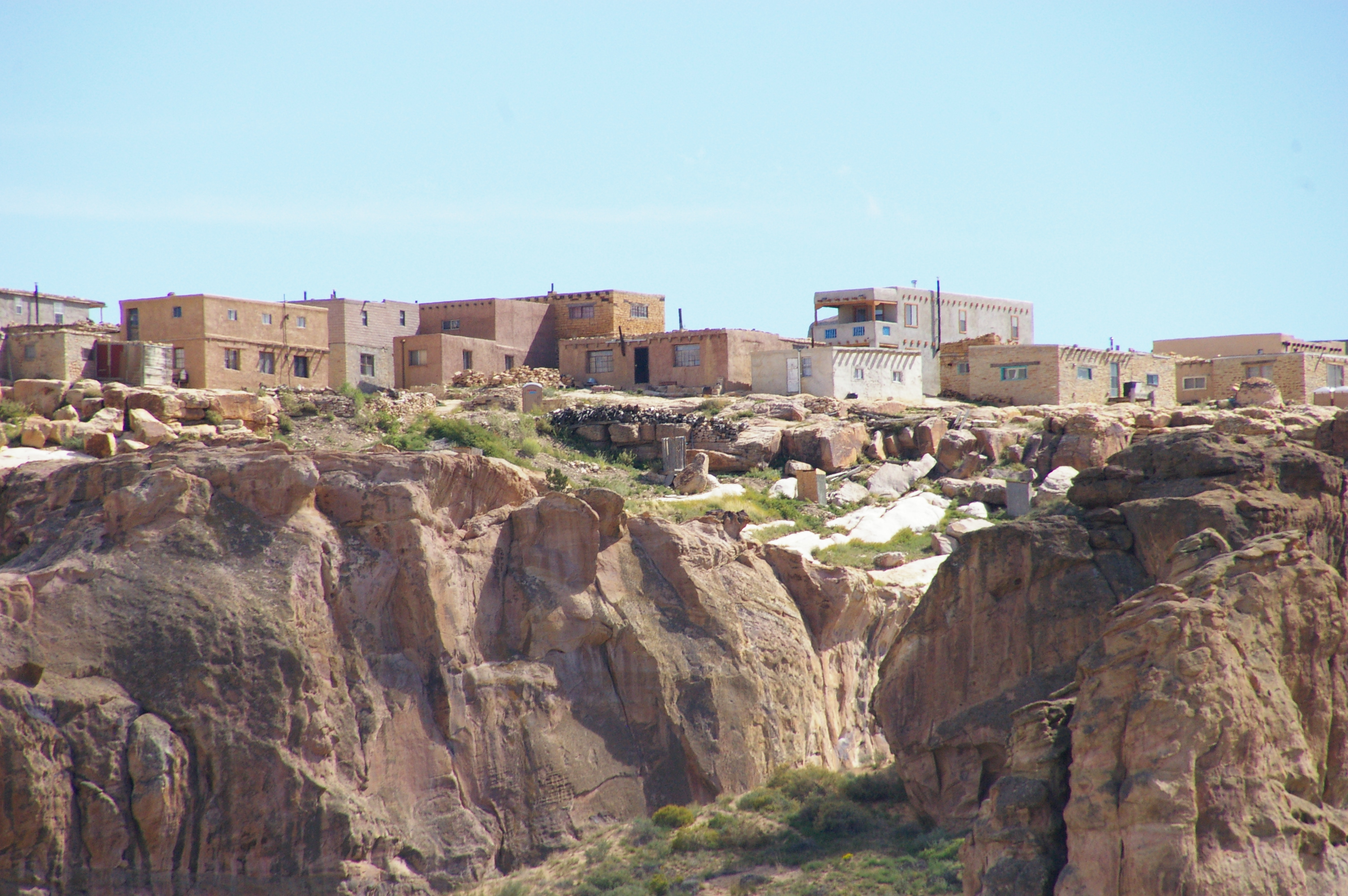
Pueblo de Acoma, Nuevo México.

El portafolio de sitios históricos del Fideicomiso Nacional contiene mayordomías operadas por el Fideicomiso Nacional, sitios que pertenecen pero no son operados por el Fideicomiso Nacional (coadministración) y afiliados contratados.

### Mayordomías
Sitios que pertenecen y son operados por el Fideicomiso Nacional:
- Chesterwood, Stockbridge, Massachusetts.
- Casa Farnsworth, Plano, Illinois.
- Edificio Gaylord, Lockport, Illinois.
- Casa de cristal, New Canaan, Connecticut.
- Lyndhurst, Tarrytown, Nueva York.
- Shadows-on-the-Teche, Nueva Iberia, Luisiana.
- Villa Finale, San Antonio, Texas.
- Woodlawn y casa Pope-Leighey, Alexandria, Virginia.
- Casa Woodrow Wilson, Washington D.C.

### Co-mayordomías
Sitios propiedad del Fideicomiso Nacional o arrendados por una organización independiente sin fines de lucro:
- Plantación Belle Grove, Middletown, Virginia.
- Brucemore, Cedar Rapids, Iowa.
- Cliveden, Filadelfia, Pensilvania.
- Drayton Hall, Charleston, Carolina del Sur.
- Cooper-Molera Adobe, Monterey, California.
- Casa Decatur, Washington D.C.
- Jardín Filoli, Woodside, California.
- Montpelier de James Madison, cerca de Orange, Virginia.
- Kykuit, Tarrytown, Nueva York.
- Plantación Oatlands, Leesburg, Virginia.
- La cabaña del presidente Lincoln en la casa de los soldados, Washington D.C (La cabaña del presidente Lincoln es propiedad de la Casa de retiro de las Fuerzas Armadas).

### Afiliados contratados
Sitios que no son propiedad ni están operados por el Fideicomiso Nacional, pero están incluidos en acuerdos de cooperación:
- Pueblo de Acoma, Nuevo México.
- Casa de reunión africana y la Escuela Abiel Smith, Boston, Massachusetts.
- Casa Boston-Higginbotham, Nantucket, Massachusetts.
- Hotel des Paris, Georgetown, Colorado.
- Museo Lower East Side Tenement, Nueva York, Nueva York.
- Sinagoga Touro, Newport, Rhode Island.